# بانبوريزموس
بانبوريزموس هي عبارة عن طريقة اخترعها آلان تورنغ في حديقة بلتشلي في بريطانيا أثناء الحرب العالمية الثانية، حيث تم استخدام هذه الطريقة من قبل الكوخ 8 من أجل كسر تعمية آلة إنجما التابعة للبحرية الألمانية. حيث كانت عبارة عن طريقة لاختراق الشيفرة والتي استخدمت شكلاً بسيطًا من شبكات بايزية للتوصل لمعلومات حول إعدادات آلة إنيجما، كما ساعدت على تطوير تخيل آلان تورنغ حول المعلومات.
استمر استخدام طريقة بانبوريزموس لمدة عامين في الكوخ 8 وتوقف العمل بها في عام 1943، بسبب ظهور الجيل الأخير من آلة بومبي حيث كانت قادرة على تشغيل ترتيب الدواليب خلال دقيقتين، فأصبح من السهل توليد ترتيب المفاتيح.
‌